# Monte Pelmo - Mondeval - Formin
Monte Pelmo - Mondeval - Formin este o arie protejată (arie specială de conservare — SAC, sit de importanță comunitară — SCI) din Italia întinsă pe o suprafață de 11.065 ha, integral pe uscat.

## Localizare
Centrul sitului Monte Pelmo - Mondeval - Formin este situat la coordonatele 46°27′22″N 12°07′30″E / 46.456111°N 12.125°E.

## Înființare
Situl Monte Pelmo - Mondeval - Formin a fost declarat sit de importanță comunitară în septembrie 1995 pentru a proteja 2 specii de plante și 20 de specii de animale. Situl a fost protejat și ca arie specială de conservare în iulie 2018.

## Biodiversitate
Situată în ecoregiunea alpină, aria protejată conține 25 de habitate naturale: Păduri alpine de Larix decidua și/sau Pinus cembra, Păduri pe pante, grohotișuri și ravene de Tilio-Acerion, Liziere de ierburi înalte hidrofile de câmpie și de nivel montan până la alpin, Tufărișuri cu Pinus mugo și Rhododendron hirsutum (Mugo-Rhododendretum hirsuti), Grohotișuri silicioase de la nivelul montan până la nivelul zăpezii (Androsacetalia alpinae și Galeopsietalia ladani), Râuri de munte și vegetația lor lemnoasă cu Salix elaeagnos, Depresiuni pe substraturi de turbă de Rhynchosporion, Pajiști alpine și boreale, Mlaștini turboase de tranziție și turbării mișcătoare, Fânețe montane, Pajiști alpine și subalpine calcaroase, Izvoare petrifiante cu formare de travertin (Cratoneurion), Roci stâncoase cu vegetație pionieră de Sedo-Scleranthion sau Sedo albi-Veronicion dillenii, Râuri de munte și vegetația erbacee de pe malurile acestora, Grohotișuri calcaroase și de șisturi calcaroase de la nivelul montan până la nivelul alpin (Thlaspietea rotundifolii), Mlaștini alcaline, Pajiști cu Molinia pe soluri calcaroase, turboase sau argilos-nămoloase (Molinion caeruleae), Păduri de fag Luzulo-Fagetum, Păduri acidofile de Picea de la nivel montan la nivel alpin (Vaccinio-Piceetea), Păduri de fag din Europa Centrală dezvoltate pe sol calcaros cu Cephalanthero-Fagion, Mlaștini împădurite, Turbării active, Formațiuni ierboase bogate în specii de Nardus, dezvoltate pe substraturi silicioase în zone montane (și în zone submontane, în Europa continentală), Pante stâncoase calcaroase cu vegetație casmofită, Păduri de fag subalpine medio-europene cu Acer și Rumex arifolius.
La baza desemnării sitului se află mai multe specii protejate:
- plante (2): Buxbaumia viridis, papucul doamnei (Cypripedium calceolus)
- păsări (20): uliu porumbar (Accipiter gentilis), uliu păsărar (Accipiter nisus), minunița (Aegolius funereus), potârnichea de stâncă (Alectoris graeca saxatilis), acvilă de munte (Aquila chrysaetos), cocoșul de mesteacăn (Bonasa bonasia), buha (Bubo bubo), mierla de apă (Cinclus cinclus), ciocănitoare neagră (Dryocopus martius), ciuvică (Glaucidium passerinum), zăgan (Gypaetus barbatus), Lagopus muta helvetica, forfecuță gălbuie (Loxia curvirostra), Lyrurus tetrix tetrix, cinghiță alpină (Montifringilla nivalis), alunar (Nucifraga caryocatactes), ciocănitoare de munte (Picoides tridactylus),  cocoș de munte (Tetrao urogallus), fluturașul de stâncă (Tichodroma muraria), mierlă gulerată (Turdus torquatus)

Pe lângă speciile protejate, pe teritoriul sitului au mai fost identificate 23 de specii de plante, 1 specie de amfibieni, 4 specii de mamifere.